# استپانوس اربلیان
استپانوس اُربلیان (ارمنی: Ստեփանոս Օրբելյան؛ حدود ۱۲۵۰ – ۱۳۰۵) یک روحانی و تاریخ‌نگار اهل ارمنستان بود که در سده سیزدهم میلادی می‌زیست؛ وی همچنین اسقف اعظم استان سیونیک بوده است.

## زندگی
وی از اعضای خاندان سرشناس اُربلیان بود. استپانوس اُربلیان بیشتر به خاطر نگارش اثری تحقیقیش در سه جلد تحت عنوان «تاریخ استان سیونیک» (Patmut'yun Nahangin Sisakan) شناخته می‌شود.
استپانوس اُوربلیان به مدت سه ماه در پادشاهی ارمنی کیلیکیه مهمان لوون سوم بود و در سال ۱۲۸۷ به سیوینک بازگشت و سرانجام در سال ۱۳۰۵ میلادی درگذشت و در آرامگاه خانوادگی اش در صومعه نوراوانک به خاک سپرده شده است.
این اثر در سال‌های ۱۸۶۴ و ۱۸۶۶ توسط خاورشناس فرانسوی ماری-فلیسیته بروسه به فرانسه برگردانده شده است و همچنین به کوشش آشوت آبراهامیان در سال ۱۹۸۶ میلادی در ایروان به چاپ رسیده است.